# Orussus unicolor
Orussus unicolor is een vliesvleugelig insect uit de familie van de Orussidae. De wetenschappelijke naam van de soort is voor het eerst geldig gepubliceerd in 1812 door Latreille.